# EDSA-revolutie II
De EDSA-revolutie II ook wel Peple Power Revolution II was een massale geweldloze opstand in de Filipijnen van 16 tot en met 20 januari 2001. De opstand maakte een einde aan het bewind van president Joseph Estrada. Vicepresident Gloria Macapagal-Arroyo werd op de laatste dag van de opstand beëdigd tot opvolger van Estrada. De naam van de opstand refereert aan de Epifanio de los Santos Avenue, afgekort EDSA, de belangrijkste locatie van de demonstraties was de rondweg van Metro Manilla en de EDSA-revolutie uit 1986 die een eind maakte aan het bewind van Ferdinand Marcos.